# فرودگاه صحرایی تسوئیکی
فرودگاه صحرایی تسوئیکی (به انگلیسی: Tsuiki Air Field) یک فرودگاه نظامی است که یک باند فرود بتن دارد و طول باند آن ۲۴۰۰ متر است. این فرودگاه در کشور ژاپن قرار دارد .